# عبد الرحيم حسن
عبد الرحيم حسن (10 يونيو 1954 -)، ممثل مصري.

## عن حياته
عمل في المسرح وفي السينما وظهر في الثمانينيات وأدى أدوارًا ثانوية، يمكن رؤيته في دور زعيم الجماعة الإسلامية المتطرفة في فيلم «دم الغزال» عام 2005. ودور شافع تاجر الأقراص المخدرة في مسلسل الهروب عام 2012.

## من أعماله

### أفلام
| - ياباني أصلي:2017 - المكيدة:2014-خالد القتيل - مصرية:2013 - ركلام:2012 - رامي الاعتصامي:2008-عزيز | - حليم:2006-أحمد فؤاد حسن - دم الغزال:2005-مسئول الجماعة - رحلة حب:2001 - أيام السادات:2001-حسن عزت - لا تقتلوا الحب:2000 | - كوكب الشرق:1999 - ناصر 56:1996 - الإرهابي:1993-طبيب المستشفى - أرض الأحلام:1993 - الهجامة:1992 | - الصرخة:1991 - الذل:1990 - العصابة:1987 - ساعة بعمر انسان:-حمدى -طبيب القلب |

### مسلسلات
| - سوق الحرير:2020 - النهاية:2020 - حشمت في البيت الأبيض - حجر جهنم:2017 - الزيبق:2017 - سلسال الدم (ج4): 2017-ضيف شرف - حكايات بنات (ج2): 2017 - القيصر:2016-حسن شاهين - ونوس:2016-وليد صاحب قناة شيخ البلد - الكبريت الأحمر:2016-الطبيب النفسي المعالج لجيرمين - سبع أرواح:2016-اللواء عمر الألفي - نصيبي وقسمتك:2016 - ذهاب وعودة:2015 - علاقات خاصة:2015 - الصندوق الأسود:2015-الحاج شوقي - بين السرايات:2015-والد ابتسام - وش تاني:2015-أبو اليزيد/محامي سالم الجارحي - مريم:2015 - المرافعة:2014 - الصياد:2014-اللواء سامي شهاب - مكان في القصر:2014-كمال - تفاحة آدم:2014 - الإكسلانس:2014-د. رفعت والد مريم - دوائر حب:2014 - حاميها وحراميها:2013 - أهل الهوى:2013 - فرعون:2013-صفوت دهشان - يوميات ونيس (ج8):2013-ضيف شرف - زنقة الرجالة:2013 - مسرحية - اسم مؤقت:2013 - موجة حارة:2013 - مزاج الخير:2013 - مدرسة الأحلام:2013-رشدي - الوالدة باشا:2013 - نابليون والمحروسة:2012-الشيخ الدواخلي - لحظات حرجة (ج3):2012-د. ممدوح | - على كف عفريت:2012 - الخواجة عبد القادر:2012 - ابن النظام:2012 - زي الورد:2012 - أخت تريز:2012 - قضية معالي الوزيرة:2012 - كاريوكا:2012-مرسي النيداني - الهروب:2012-شافع - المنتقم:2012-الدكتور راجي - مشرفة رجل لهذا الزمان:2011-علي ماهر باشا - الزناتي مجاهد:2011-ضيف شرف - مكتوب على الجبين:2011 - لحظة ميلاد:2011 - أهل كايرو:2010 - القطة العميا:2010-عثمان الروجي - امرأة في ورطة:2010 - ريش نعام:2010 - السائرون نياما:2010 - الوديعة والذئاب:2009 - عبودة ماركة مسجلة:2009 - وكالة عطية:2009 - حكاية عائلة توتو:2009 - أنا قلبي دليلي:2009 - ابن الأرندلي:2009 - أولاد الحلال:2009 - الخيول تنام واقفة:2009 - لو كنت ناسي:2009 - هيمه أيام الضحك والدموع:2008-رئيس صندوق الخريجين - شرف فتح الباب:2008-عبد المولى - العيادة (ج1):2008 - سيت كوم - طيارة ورق:2008 - رمانة الميزان:2008 - أسمهان:2008-زكريا أحمد | - خليها على الله:2007 - دنيا:2007-فوزي - قضية رأي عام:2007 - قيود من نار:2007 - بلاغ للرأي العام:2007 - الملك فاروق:2007-د. حسين باشا حسني - حضرة المتهم أبي:2006 - كشكول لكل مواطن:2006 - علي يا ويكا:2006 - توتو وبيجامة:2006 - سكة الهلالي:2006 - العمر بالمقلوب:2006 - اولاد الغالي:2006 - مطعم تشي توتو المطعم:2006 - القاهرة 2000 :2006 - ينابيع العشق:2005 - للثروة حسابات أخرى:2005 - من غير ميعاد:2005 - السلمانية:2005 - المنادي:2005 - مصر الجديدة:2004-عبد العزيز فهمي - المهنة طبيب:2004 - أولاد الأكابر:2003-عارف - أدهم و زينات وثلاث بنات:2003 - عاصفة الشك:2003 - إمام الدعاة:2003 - حد السكين:2003 - السيرة العاشورية (ج1، 2):(2002، 2005) - قاسم أمين:2002 - العطار والسبع بنات:2002-كمال - لدواعي أمنية:2002 - فارس بلا جواد:2002-حذاق باشا جد حافظ - أهل الدنيا:2001 | - الحسن البصري:2000 - العائلة والناس:2000 - لما التعلب فات:1999 - المجهول:1998 - أوراق مصرية (ج1):1998 - حب تحت الحراسة:1998 - هارون الرشيد:1997 - لن أعيش في جلباب أبي:1996-مؤنس - الحفار:1996-خيري عبد المنعم - أبو العلا 90:1996 - حكايات مجنونة:1995 - الخروج من المأزق:1995 - رياح الخوف:1994 - عمر بن عبد العزيز:1994 - سر الأرض:1994 - أبناء ولكن:1993 - أبرياء في المصيدة:1993 - الرحايا:1990 - وتدور الدوائر:1989 - رأفت الهجان (ج1):1988 - أزواج لكن غرباء:1986 - محمد رسول الله (ج3، 5):(1982، 1985) - كيمو:1979 - حلم العمر كله - الدنيا و ما فيها - مجالس العرب - الإختبار - وجاء الاسلام بالسلام - السحت - بيت العيلة - هي والعاصفة - حكم الزمن - المرقش شاعر الحزن |

### أخرى
| - مسرحية: إن بوكس:2016 - مسلسل اذاعي: سر أناليا:2016 -(صفوت) - مسلسل اذاعي: العهد:2012 -(رشدي) - مسرحية: كوميديا الاحزان:2011 -(حافظ) - سباعية: خط أحمر:2010 - سهرة تليفزيونية: الحب القاتل:2004 - مسرحية: غزل البنات: 2019 | - مسرحية: بوبى جارد:1998 - مسرحية: الواد غراب والقمر:1994 -(محروس شيخ الغفر) - مسرحية: عباس في الباي باي:1990 - سهرة تليفزيونية: قضية خاصة - تمثيلية: جميلة - مسرحية: البيه السباك - مسرحية: أنا والنحلة والدبور: 2021 | - سهرة تليفزيونية: الاستجابة - سهرة تليفزيونية: السيد الخادم - مسرحية: الواد شطارة - سهرة تليفزيونية: الرجل المناسب - سهرة تليفزيونية: حضرة الناظر: -(أحمد زميل معالي) |

## روابط خارجية
- عبد الرحيم حسن على موقع الدهليز
- عبد الرحيم حسن على موقع قاعدة بيانات الأفلام العربية